# Lailani
Lailani est un patronyme très rare et également un prénom féminin d'origine polynésienne très rare.

## Patronyme
Ce patronyme n'a été donné que 2 fois en France depuis 1890 à fin 2011 dans le département de la Seine-Saint-Denis.

## Prénom
Lailani est un prénom féminin très rare d'origine polynésienne, plus précisément d'origine hawaïenne, qui est une variante orthographique du prénom Leilani qui signifie « fleur du paradis ».
On retrouve d'autres variantes orthographiques de Leilani également très rares :  Leilanie et Leilany.

### Article interne
- Leilani